# مصطفى خميس السيد
السيد مدرس مساعد بالجامعة وكاتب ومحلل ومدرب سياسي مصري باحث في شئون الاحزاب السياسية له العديد من المقالات الدورية والغير دورية والمؤلفات في المجال السياسي

## مولده ونشاته
ولد بمحافظة الإسكندرية من اصل ينتمى لمحافظة سوهاج بصعيد مصر ولد بحي العطارين بمحافظة الأسكندرية في 7 ديسمبر 1985 ودرس في مدارسها وحصل على البكالوروس عام 2007

### سيرته الأكاديمية
حصل على بكالوريوس الهندسة بجامعة الإسكندرية عام 2007 بدرجة امتياز وتم تعيينه بالجامعة كمعيد ثم حصل على درجة الماجستير في الفلسفة التربوية بدرجة امتياز مع مرتبة الشرف برسالته تكنولوجيا التعليم الألكتروني في مدارس الفصل الواحد عام 2010

### المجال السياسي
انضم إلى حزب الجبهة الديمقراطية في عام 2008 وكان عضو في منظمة الشباب عن محافظة الإسكندرية ثم تم ترشيحه إلى مندوب دائرة العطارين وتم تعينه كأمين للاعلام والمتحدث الرسمي لحزب الجبهة الديمقراطية لامانة الإسكندرية في عام 2011 وفي عام 2012 قام بانشاء أول مجلة غير دورية لأمانة الإسكندرية لحزب الجبهة وكان رئيس تحريرها وشارك في انتخابات مجلس الشعب المصري 2011-2012 وكان المسؤل الإعلامي للحملة الانتخابية
كما قام ايضآ بالمساهمة في تأسيس عدد من الأحزاب المصرية كحزب الأصلاح والتنمية في عام 2009 وتأسيس حزب فرسان مصر في عام 2013
و انضم إلى فريق عمل المؤسسة المصرية الإيطالية في عام 2011 وعمل تطوعآ بالعديد من منظمات المجتمع المدني وحقوق الإنسان
وفي عام 2009 قام بتأسيس راديو هوانا على شبكة الإنترنت وهي أول اذاعة للشباب هدفها التوعية الثقافية والديمقراطية ونشر الوعي الثقافي والسياسي للشباب
و في عام 2010 كان عضوآ في حركة 6 ابريل وقام بتقديم استقالته من الحركة اعتراضآ على اسلوب عمل الحركة
و في نفس العام كان عضوآ في منظمة ضحايا لحقوق الإنسان وشارك في العديد من القضايا الهامة لحقوق الإنسان ومنها على سبيل المثال قضية اراضي منطقة طوسون وقضية مقتل خالد سعيد وقضية عماد الكبير وقضية رجائي سلطان بقسم سيدي جابر
و في عام 2013 اتجه إلى مؤلفات كتابيه له

### مؤلفاته
قام بكتابة مقالات تعكس ارائه عن الحياة السياسية المعاصرة في مصر من واقع عمله بالحزب

#### مقالات تم نشرها
- رئيس توافقي ام بالاتفاق [1]

1. نشرت في موقع جريدة شباب مصر في 23/4/2012
2. نشرت في موقع جريدة بي بي سي اليكس 23/4/2012
3. موقع حزب الجبهة الديمقراطية

- هل هو الدستور ام عقد تمليك[2]

1. نشرت في موقع جريدة شباب مصر في 29/3/2012
2. نشرت في موقع جريد بي بي سي اليكس في 29/3/2012
3. نشرت في الجريدة في اليوم السابع
4. موقع حزب الجبهة الديمقراطية

- الصراع من أجل البقاء[3]

1. نشرت في موقع جريدة شباب مصر في 1/4/2012
2. نشرت في موقع جريدة بي بي سي اليكس في 1/4/2012
3. موقع حزب الجبهة الديمقراطية

- سقطت أقنعة[4]

1. نشرت في موقع جريدة بي بي سي اليكس في 5/11/2012
2. نشرت في موقع جريدة حريتنا بحري 5/11/2012

- مصر أنا وأنا مصر

نشرت في مجلة الجبهة الديمقراطية الخاصة بأمانة الإسكندرية في 2012
- يوميات مصري مطحون نشرت في مجلة الجبهة الديمقراطية

### كتب منشوره
و لم يكتفِ بان يكون كاتب مقالات فقط بل اجتهد وقام بتأليف كتابين سياسيين

#### الحزب في ميزان الدولة
(صادر عن دار الوفاء للطباعة والنشر) الطبعة الأولى 2013
من وجهة نظر بان كتابه الحزب في ميزان الدولة بانه كان يجب عليه ان يقوم بكتابة هذا العمل لانه قد رأى ان الاحزاب السياسية تحتاج إلى وعى وتشكيل داخلي كي تجتهد أكثر من ذلك وتكون فعاله أكثر ولديها القدرة على العمل الجماهيري وقام بشرح طرق تأسيس الاحزاب وكيفية وضع مواد إنشاء الاحزاب في الدساتير وكيفية اختيار قائد الحزب وما هي الاسس والمعايير التي يتم فيها اختيار قائد الحزب وكيف يتم عمل قادة صف ثاني من الشباب

#### دستور الدولة المدنية الحديثة
(صادر عن دار الوفاء للطباعة والنشر) الطبعة الأولى 2014
و في هذا العمل رأى انه عاصر فترة من أهم فترات جمهورية مصر العربية وهي ثورة 25 يناير 2011 وكيفية اسقاط الرئيس مبارك وتعطيل دستور 1971 وإنشاء استفتاء تعديل الدستور المصري 2011 من قبل المجلس العسكري وثم إصدار اعلان مكمل ثم بعد ذلك إنشاء دستور جديد للبلاد في عهد الرئيس مرسي وللاسف لم يليق بدولة مثل مصر لها مكانتها وحضارتها وتاريخها العريق ثم عاصر ايضآ مظاهرات 30 يونيو 2013 في مصر واسقاط دستور الاخوان وإنشاء دستور يبني مصر
و تناول هذه الاحداث في هذا الكتاب وهي يحكي تاريخ الدساتير العالمية وطرق انشأها وطرق اسقاطها
اوراق سرية للغاية التمويل السياسي في المجتمع المصري
(صادر عن دار روافد للنشر والتوزيع) 2015
في هذا الوقت تثار قضية المال السياسي في المجتمع المصري منذ سنوات وقد تصاعد الحديث عن هذا التمويل مع تصاعد العمليات الارهابية التي تدلل كل الشواهد على أن ورائها تمويل ضخم يساعدها على القيام بعملياتها

كتاب اوراق سرية للغاية (التمويل السياسي في المجتمع المصري)
أول كتاب بمصر يتكلم عن جمع وتجميع مصادر مشروعة للمال السياسي والاحزاب وللحملات الانتخابية وكيفية انفاقها والقوانين المشروطة لخضوعها تحت جهة رقابية حيادية

## معارض الكتاب الدولية
و تم طرح مؤلفات في العديد من المحافل والمعارض الدولية للكتاب مثل
1. معرض القاهرة الدولي للكتاب من 23 يناير إلى 5 فبراير 2013
2. معرض مكتبة إسكندرية للكتاب من 24 مارس إلى 7 أبريل 2013
3. معرض الرياض الدولي للكتاب من 4 إلى 14 مارس 2013
4. معرض الشارقة الدولي للكتاب من 16 إلى 27 نوفمير 2013
5. معرض الدوحة الدولي للكتاب من 4 إلى 14 ديسمبر 2013